# Turbinicarpus schmiedickeanus subsp. schwarzii
Turbinicarpus schmiedickeanus subsp. schwarzii es una especie fanerógama perteneciente a la familia Cactaceae. Es un cactus con un solo tallo, de forma globosa a cónica, mide hasta 3 cm de altura y 4 cm de diámetro. Las  aréolas muestran de 1 hasta 3 espinas que se caen con el tiempo. Las flores son hermafroditas, pero no se autofecundan; miden hasta 4 cm de longitud y diámetro, tienen forma de campana y son de color blanco a violeta claro, con una línea media verdosa, rojiza o púrpura. Son polinizadas por insectos alados y hormigas. Las semillas miden 0.75 mm de longitud, son de color negro, son dispersadas por animales, el viento y el agua. Esta especie se reproduce varias veces durante su vida (estrategia de reproducción policárpica).

## Clasificación y descripción
Plantas simples. Tallo pequeño, semigloboso o globoso aplanado, de 1 a 3 cm de altura y 2.5 a 4 cm de diámetro, de color verde azulado, verde grisáceo claro o verde con tonos castaño. Aréolas desde circulares hasta ovales. Espinas 1 o 2, rara vez 3, se caen con el tiempo, de 1.2 a 4.5 cm de longitud. Flores de 1 a 4 cm de longitud y diámetro, con forma de campanas; segmentos exteriores del perianto lanceolados, con el margen entero o dentado, de color rojizo verdoso, con el borde más o menos blanquecino; segmentos interiores linear lanceolados, de cerca de 3 cm de longitud y de 3 a 7 mm de anchura. Semillas de 0.75 mm de longitud; testa negra, tuberculada (información de Bravo-Hollis y Sánchez-Mejorada (1991) para la especie Turbinicarpus schmiedickeanus var. schwarzii).

## Distribución
Esta especie es endémica de México, su distribución es amplia, aunque se considera que sus poblaciones decrecen. Se distribuye en San Luis Potosí, en el municipio Guadalcázar y en Nuevo León (información obtenida para esta especie con el nombre de Turbinicarpus schwarzii y Turbinicarpus polaskii, usados como sinónimos).

## Ambiente
Se desarrolla en sitios con vegetación de matorral xerófilo.

## Estado de conservación
Esta especie se encuentra listada en la NOM-059-SEMARNAT-2010 en la categoría Amenazada (A). En la Unión Internacional para la Conservación de la Naturaleza (UICN) aparece bajo la categoría de Casi Amenazada (NT) (Near threatened). Sin embargo, la IUCN reconoce doce especies de Turbinicarpus schmiedickeanus: la nominal y las subespecies andersonii, bonatzii, dickinsoniae, flaviflorus, gracilis, jauernigii, klinkerianus, machochele, rioverdensis, rubriflorus y schwarzii; ninguna subespecie se evaluó por separado en 2013, por lo que la categoría de riesgo es para todas las subespecies agrupadas bajo el nombre de Turbinicarpus schmiedickeanus. El género Turbinicarpus se incluye en el Apéndice I de la CITES. Y al ser una especie amenazada en México, se halla regulada bajo el Código Penal Federal, la Ley General del Equilibrio Ecológico y Protección al Ambiente y la Ley General de Vida Silvestre.

## Usos
Ornamental / Jardinería